# Le Gouessant
Pour l’article homonyme, voir Gouessant.
Le Gouessant est une coopérative agricole bretonne.

## Histoire[2]
La Coopérative Agricole de l’Urne et du Gouessant naît en 1964 à Yffiniac, en Bretagne. Son nom provient du fleuve du Gouessant et de la rivière de l'Urne qui se déversent dans la baie de Saint-Brieuc. La coopérative s'installe 4 ans plus tard à Lamballe. En 1970, la construction de la première usine d’aliments a lieu à Lamballe.
Elle fait l'acquisition en 1986 de la société Sofrali à Montauban en Ille-et-Vilaine, puis un an plus tard, des Établissements Piéto à Saint-Aaron dans les Côtes-d'Armor.
En 1989, la Coopérative prend le nom de Société Coopérative Agricole Le Gouessant.
Le Gouessant effectue en 1995 une prise de majorité chez Agronor (engrais et amendements organiques) et crée Agrifa, spécialisée dans la fabrication d’aliments à la ferme. En 1997, elle fait l'acquisition de la société d’alimentation animale Sofral à Saint-Gérand (St-Jacques Aliments) dans le Morbihan. Elle reçoit par ailleurs la même année, la certification « ISO 9002 » de l'activité aliment. Elle acquiert en 2001 une autre usine, spécialisée dans les aliments biologiques, Ufab à Noyal-sur-Vilaine (Ille-et-Vilaine).
Le prix Innov Space lui est décerné en 2002 pour la démarche "sur-mesure". Un an plus tard, la coopérative reçoit la certification « Iso 9001, version 2000 » de l'activité aliment ainsi que le prix aux « Victoires des Agriculteurs ».
En 2005, une prise de participation a lieu dans la Sica Syproporcs. Elle rachète dans le même temps SA Robert ainsi que  Trégor Nutrition. Enfin, elle fonde la Sas Newborn Animal Care. Un an plus tard, en 2006, elle effectue une prise de participation dans la SA Appropartner et rachète Consomm'29 devenue Gouessant'29.
La reconnaissance du Guide des Bonnes Pratiques pour l'ensemble des sites de production a lieu en 2007 et l'acquisition de Nutri Ouest est réalisée (alimentation nutritionnelle vaches laitières).
En 2007, elle crée la société AEB ainsi que la marque Méthafrance. Un an plus tard, SA Appropartner, SA Robert et Trégor Nutrition fusionnent. Dans le même temps, la Coopérative fait l'acquisition de Mixofarm et prend une participation majoritaire dans la société Synergie Prod.
Elle acquiert la société INVE France en 2009 (succursale d’AGRIFA) à Calonne-sur-la-Lys dans le Pas-de-Calais. Elle obtient la certification Friend of the Sea (pêcheries et aquaculture durables) en 2010.
En 2011, a lieu le lancement du réseau de FERMES 4 SOLEILS, regroupant les exploitations de référence répondant à un cahier des charges rigoureux. En 2012, le Gouessant fonde alors la marque TERRES de BREIZH valorisant les productions issues de ce réseau FERMES 4 SOLEILS, et commercialise ses premiers œufs et pommes de terre à la fin de la même année.
En 2015, la certification Iso 50 001 sur les 6 usines d’aliments lui est décernée. Le Gouessant devient ainsi le premier fabricant d’aliment du bétail en France à être reconnu pour sa maîtrise des consommations énergétiques.
En 2016, la marque TERRES de BREIZH s'élargit avec la commercialisation d'une gamme de charcuterie : un jambon et des lardons 100% bretons.
En 2019, Le Gouessant déploie ses élevages connectés avec Aunéor, outil d'aide à la décision dédié à la performance des exploitations. La coopérative, en 2020, premier producteur français de poulet bio avec 1,8 million de poulets.
En 2020, la coopérative rachète Vetinnov, une usine qui fabrique des compléments nutritionnels pour chiens et chats, basée à Castelnaudary dans l'Aude.
En 2021, la coopérative rachète Aqualia, une entreprise de production d’aliments aquacoles basée dans les Landes.

## Les activités du groupe
- Conception, fabrication et fabrication d'aliments pour animaux.
- Commercialisation des productions animales (porcs, volailles et œufs).
- Production végétales : suivi et collecte.
- Accompagnement et conseil aux agriculteurs.

Les aliments constituent la première activité du Gouessant avec une production de 873 000 tonnes. Il s’appuie sur 8 sites de production.